# Octaver
L'octaver, aussi écrit octaveur, est un effet audio qui a pour but de transposer un signal à une ou deux octaves en dessous ou au-dessus.
Contrairement aux effets de transposition (pitch shifter) par time stretching qui utilisent un tampon audio, le traitement purement électronique de l'octaver ne crée aucune latence nuisible au jeu. La plupart des octavers sont monophoniques (ils ne peuvent traiter qu'une seule note à la fois), mais certains modèles gèrent la polyphonie, permettant le jeu en accords.

## Fonctionnement

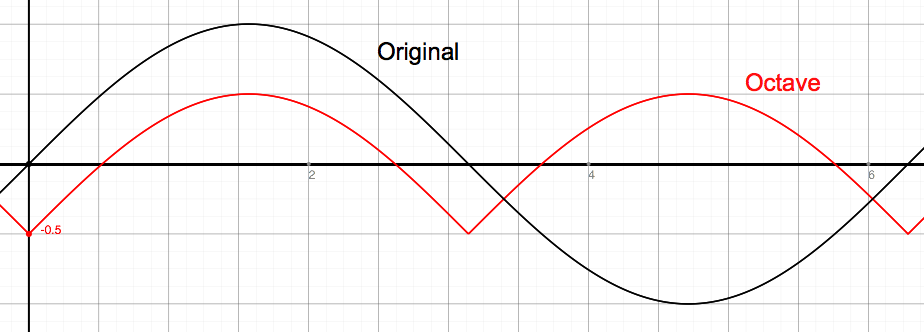
Création d'une octave supérieure par redressement du signal.

L'octave supérieure est généralement créée par redressement du signal par pont de diodes.
L'octave inférieure peut être générée simplement par un compteur-diviseur de zéro du signal entrant (à base de circuits électroniques à bascule). Avec 2 en diviseur, on obtient l'octave inférieure, avec 3 la douzième et avec 4 la double octave. Il suffit alors de filtrer les fréquences basses du signal carré produit et de les mixer avec le signal source. Pour créer un effet plus riche, on peut moduler la polarité du signal par le même compteur[réf. souhaitée].

## Utilisation

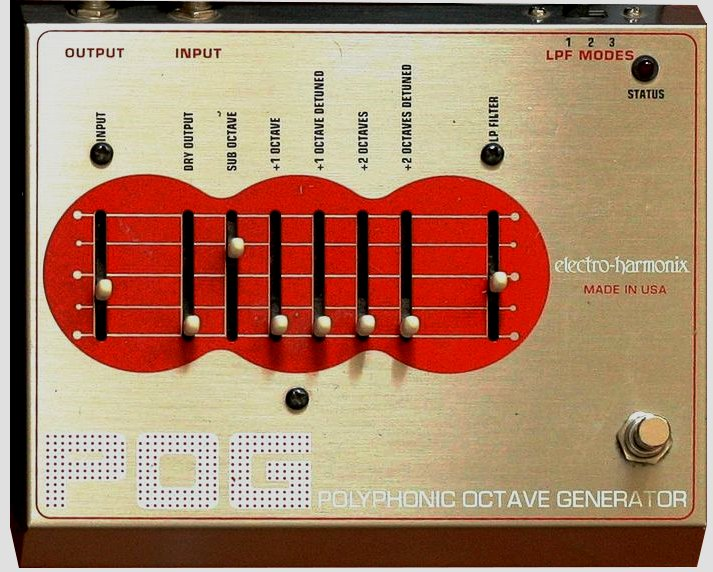
Pédale d'effet octaver POG-2 de Electro-Harmonix, qui permet d'ajouter jusqu'à deux octaves inférieures et supérieures

On trouve des octavers dans le commerce sous forme de pédale d'effet pour guitare ou basse.
Cet effet se règle à l'aide d'un fader (ou potentiomètre) par octave, à l'image d'une petite table de mixage. De nombreux octavers incluent la possibilité de rajouter le son non traité (dry).
Il est possible d'obtenir des sonorités proches d'une guitare à douze cordes ou d'un orgue avec un octaver.

## Effets similaires
L'octaver est différent dans le fonctionnement et le son à la fois du pitch shifter, de l'harmoniseur (qui permet de créer des intervalles autres que la simple octave) et de l'octafuzz (octavia), qui est une fuzz produisant une octave supérieure ou inférieure.